# HW Волка
HW Волка (лат. HW Lupi) — двойная звезда в созвездии Волка на расстоянии приблизительно 504 световых лет (около 155 парсеков) от Солнца. Видимая звёздная величина звезды — от +10,45m до +9,95m. Возраст звезды определён как около 3 млн лет.

## Характеристики
Первый компонент — красный карлик, эруптивная переменная звезда типа T Тельца (INT) спектрального класса M1, или M4,5. Масса — около 0,2 солнечной, радиус — около 0,97 солнечного, светимость — около 0,088 солнечной. Эффективная температура — около 3197 K.
Второй компонент (2MASS J15451720-3418337) удалён на 6,6 угловых секунды*.